# Hexen
HeXen: Beyond Heretic, o simplement HeXen per a algunes plataformes, és un videojoc d'acció en primera persona desenvolupat per Raven Software i publicat per id Software per a PC (MS-DOS), PlayStation, Sega Saturn i Nintendo 64. Es va creure que era la continuació de Heretic, on es narraven les aventures de l'elf Sidhe Corvus contra el primer dels temuts Genets del Serpent (Serpent Riders en anglès), però només es tracta d'un joc spin-off, dintre del mateix univers, però en un món diferent. A Hexen, es narra les aventures de tres herois que lluiten contra el segon Genet, un dimoni de sis braços anomenat Korax. El 1997 va sortir una continuació, Hexen II.
El 4 d'agost de 2007, HeXen va ser posat en venda a través de la plataforma de distribució digital de videojocs Steam, juntament con una col·lecció d'altres títols clàssics de id Software.

## Jugabilitat
Una nova característica introduïda a la sèrie Hexen és l'elecció de tres classes de personatges. Els jugadors poden optar per jugar com a guerrer (Baratus), un clergue (Parias), o un mag (Daedolon). Cada personatge té armes i característiques físiques úniques, donant un grau addicional de varietat i repetició del joc. El guerrer es basa principalment en atacs físics juntament amb armes de naturalesa màgica i mundana, i és més dur i més ràpid que els altres personatges. El Mag utilitza una varietat d'encanteris de gran abast, que té un abast compensat pel fet que és el més fràgil i lent de les classes. El clergue es proposa amb una combinació de capacitats de cos a cos i de distàncies, sent un punt intermedi entre les altres dues classes. A més, certs objectes, com la flechette (bomba de gasos verinosos), es comporten de manera diferent quan es recullen i s'utilitzen per a cadascuna de les classes, funcionant de manera que s'adapten millor al seu enfocament de combat.
Hexen introdueix els nivells "hub" a la saga, on el jugador pot viatjar i avançar entre els nivells del hub central i els nivells laterals connectats. Això es fa per solucionar trencaclosques a gran escala que requereixin una sèrie d'objectes o commutadors per utilitzar. El jugador ha de travessar un hub per arribar a un cap i avançar al següent centre.

## Argument
A Heretic, es narraven les aventures del regne Chandun, a la terra de Parthoris, amb un elf del clan dels Sidhe anomenat Corvus, que va destruir al primer i més feble dels tres Genets del Serpent, d'Sparil. Va passar el temps i els altres dos dimonis van preparar els seus propis plans de destrucció, per no acabar com el seu germà. Segles més tard i al món de Chronos, els humans han après a usar la màgia d'una manera més depurada i això va fer que la societat es dividís en tres grups: La Legió, on dominava la força bruta; l'Arcà, on la màgia era l'eina principal, i l'Església, que actuava com a pont entre els altres grups. A causa de l'avarícia dels dirigents d'aquests grups, el segon Genet, Korax fa que aquests s'uneixin a ell, oferint-los el regal de l'eterna joventut, convertint-se així en els generals de les forces fosques, i el regne no triga a caure sota el seu puny. Però d'entre les cendres, tres humans han aconseguit escapar de la foscor. Baratus, un dels més destacats guerrers de la legió, Daedolon, un eminent mag de l'arcà, i Pàrias, clergue de l'església. Ells són els protagonistes, i els que lluitessin contra el segon Genet.

## Rebuda
Heretic i Hexen van tenir un total combinat d'aproximadament 1 milió d'unitats distribuïdes fins a l'agost de 1997.
L'anàlisi de la versió per a PC a la revista Maximum es va comentar que Hexen es distingeix d'altres "slashers 3D" amb la seva selecció de personatges i el seu nou enfocament al disseny de nivells, la qual cosa "porta al seu personatge a triar el seu camí en lloc de guiar-se en una sèrie d'habitacions bastant lineals, demostrant que els videojocs 3D han madurat". També van comentar que és consistentment intens a causa de la dificultat dels enemics, la varietat d'armes i potenciadores, i la grandària i l'amplitud dels nivells. Li van donar una qualificació 5 de 5 estels i el seu premi "Maximum Game of the Month". Un periodista de la revista Next Generation va opinar que "Hexen pren tot el que era bé sobre Heretic i ho fa encara millor". Va comentar que la capacitat de triar entre tres classes de personatges diferents li dona valor de rejugabilidad a aquest videojoc, alguna cosa que li faltava als shooters en primera persona fins a aquest moment, i encara que els gràfics de blocs i pixelats, els efectes de so "estranyament realistes" compensen per això en gran manera. Igual que la revista Maximum, va elogiar el disseny de nivell no lineal i va concloure que el videojoc és imprescindible per a qualsevol fan dels shooters en primera persona. Chris Hudak, citant les diferents habilitats dels tres personatges disponibles, va nomenar a Hexen "més hàbil, més intel·ligent i més elegant que Doom --- amb totes les massacres i tres vegades el valor de rejugabilidad".
Computer Games Strategy Plus va nomenar a Hexen el millor títol de "acció en primera persona" de 1995. També va ser finalista per al premi "Jugo d'Acció de l'Any" de Computer Gaming World en 1995, que finalment va ser atorgat a Crusader: No Remorse. Els editors el van nomenar "una altra festa sagnant estil Doom que es distingeix per la seva ambientació de fantasia i el fet que et permet jugar com un lluitador, sacerdot o mag, cadascun amb atributs i armes únics".
La versió de Sega Saturn va ser rebuda molt menys positivament. Una ressenya en la revista Next Generation va raonar que, "Igual que l'oli i l'aigua, els videojocs estilo Doom i les conversions a consola no es combinen bé. Tret que els programadors estiguin disposats a tornar a escriure el motor de gràfics des de zero, els ports para PC sofreixen d'embusos en molt poca memòria i descuits del maquinari 3D nadiu de la consola". El periodista va recomanar als propietaris de Sega Saturn que en el seu lloc provin PowerSlave o Ghen War, videojocs shooters en primera persona dissenyats específicament per a aquesta consola. Shawn Smith i Sushi-X de la revista Electronic Gaming Monthly també van dir que el videojoc no s'havia convertit bé des de PC. Uns altres van descriure al port de Sega Saturn com una conversió exacta, i van argumentar que el problema era simplement que Hexen era un videojoc massa antic per ser llançat per a una consola en 1997 sense cap millora addicional. Encara que no estaven d'acord sobre el perquè, la majoria dels crítics van estar d'acord en què la versió de Sega Saturn sofreix de gràfics pixelados, caigudes dramàtiques en la velocitat de frames, i controls enutjosos. Scary Larry de la revista GamePro li va donar una ressenya mixta, resumint que "encara que no compleix amb els estàndards de PowerSlave, segueix sent una diversió decent". John Broady de GameSpot va fer una avaluació una mica més ombrívola: "Malgrat aquestes deficiències evidents, no obstant això, Hexen ofereix suficients millores sobre els shooters estàndard per garantir un lloguer, especialment per als fans dels jocs de rol que tenen set d'acció en temps real... Però per a la resta, la versió Saturn de Hexen és un joc clàssic de molt poc i massa tarda". Rich Leadbetter de la revista Sega Saturn Magazine i James Price de la revista Saturn Power van defensar la versió de Sega Saturn, comentant que encara que no és excel·lent, és molt superior a la versió de Doom per Sega Saturn, que va ser llançada aproximadament a la mateix temps. Price es va mostrar especialment entusiasta amb la manera multijugador amb enllaç per cable.
La versió per Nintendo 64 també va deixar a la majoria dels analitzadors sense impressionar-se. La manera de quatre jugadors va ser elogiat com una característica sense precedents en els videojocs shooters en primera persona per a consola, però els elements visuals es van considerar inacceptablement pobres, en particular la velocitat de frames i l'ús del mip-mapping i anti-aliasing de Nintendo 64 d'una manera que en realitat empitjora l'aparença del videojoc. Igual que amb la versió de Sega Saturn, alguns analitzadors van opinar que Hexen estava massa antiquat per rebre un port simple. Joe Fielder de GameSpot també es va queixar d'un bug greu en la funció de guardat. En una opinió dissident, Scary Larry va concloure que "Encara que no és tan polit com Turok o tan divertit i esborronador com Doom 64, Hexen t'ofereix tres personatges per triar, i l'acció és addictiva una vegada que entres en ella". Li va donar puntuacions més altes que la versió de Sega Saturn en totes les categories, excepte el so. En contrast, Matt Casamassina de IGN el va nomenar "un port de mala qualitat d'un videojoc de PC que per començar no era tan bo".
La versió per PlayStation va ser rebuda de manera encara més negativa, amb analitzadors que van arrasar aquesta conversió per la seva pobra velocitat de frames, gràfics excessivament pixelats i controls de salt de plataforma molt descurats.